# Moja matka gęś
Moja matka gęś (fr. Ma Mère l'Oye) – suita Maurice’a Ravela skomponowana w 1908 roku.
Tytuł kompozycji nawiązuje do pochodzących z 1697 roku barokowych baśni francuskich napisanych przez Charles’a Perraulta, wydanych pod tytułem Contes de ma Mère l'Oye (w Polsce znanych jako Bajki Babci Gąski). Części suity, nazwane przez Ravela  pięcioma utworami dziecięcymi, oparte są na fragmentach utworów zamieszczonych w zbiorze Perraulta. Kompozytor sam nadał tytuły miniaturom instrumentalnym, uzupełniając trzy z nich komentarzami zaczerpniętymi z tekstów bajek.
Moja matka gęś, miniaturowe baśnie muzyczne, napisane na fortepian w układzie na cztery ręce, zadedykowane były wnukom polskiego rzeźbiarza, Cypriana Godebskiego. Ravela łączyła bliska przyjaźń z rodzicami dzieci.
W 1912 roku Ravel zinstrumentował Ma Mère l'Oye, a w siedem lat później choreograf Baletów Rosyjskich Diagilewa Michaił Fokin zaproponował dzieło w układzie baletowym, włączając trzy dodatkowe kompozycje napisane specjalnie na orkiestrę: Preludium, Taniec kołowrotka (Danse du rouet), Zakończenie.
Forma sceniczna Ma Mère l'Oye nie zyskała popularności. Sukces odniosła natomiast suita orkiestrowa.
Części suity (z trzema zamieszczonymi przez Ravela cytatami i nazwiskami autorów bajek):
- 1. Pawana Śpiącej Królewny (Pavane de la Belle au bois dormant)

- 2. Tomcio Paluch (Petit Poucet)

Zdawało mu się, że z łatwością odnajdzie drogę przy pomocy okruszyn chleba, które rozsypywał wszędzie, gdzie przechodził. Ale był bardzo zaskoczony, nie mogąc odnaleźć ani jednej okruszynki; oto przyfrunęły ptaki, które zjadły wszystko. (Ch. Perrault)
- 3. Brzydulka, Cesarzowa Pagód (Laideronette, Impératrice des Pagodes)

Rozebrała się i weszła do kąpieli. Natychmiast wszystkie pagody zaczęły śpiewać i grać na instrumentach; jedne miały teorbany zrobione ze skorupki orzecha, inne miały wiole sporządzone z łupek migdała, bo trzeba było dostosować instrumenty do ich wzrostu. (M-me d'Aulnoy)
- 4. Rozmowy Pięknotki z Potworem (Les entrétiens de la Belle et de la Bête)

Gdy myślę o twym dobrym sercu, nie wydajesz mi się taki brzydki – Ach, ja mam wprawdzie dobre serce, ale jestem potworem – Jest wiele ludzi, którzy są gorszymi potworami od ciebie – Gdybym był mądry, ułożyłbym na podziękowanie piękny komplement, ale jestem przecież tylko głupim zwierzęciem. Umieram szczęśliwy, ponieważ widzę cię jeszcze raz. – Nie, mój najdroższy, nie umrzesz. Będziesz żyć, by zostać moim mężem. – I oto zniknął Potwór, a ona ujrzała u swych stóp księcia pięknego jak miłość, który dziękował jej za uwolnienie od czarów. (M-me de Beaumont).
- 5. Zaczarowany ogród (Le jardin féerique)

W zaczarowanym świecie baśni Ravel czuł się bardzo dobrze, były one bliskie jego psychice. Całe życie zbierał różnego rodzaju bibeloty, zabawki mechaniczne, zachowując odczuwanie i fantazję małego dziecka. Dlatego kompozycja jego zachowuje dziecięcą świeżość i prostotę, wzmocnioną mistrzostwem instrumentacji i bogactwem harmoniki.
Prawykonanie utworu nastąpiło 20 kwietnia 1910 roku w paryskiej Salle Gaveau, grała 11-letnia Jeanne Leleu oraz Geneviève Durony.